# 버지니아 유뱅크스
버지니아 유뱅크스(Virginia Eubanks, 1972년 ~)는 미국의 정치학자이다. 뉴욕 주립 올버니 대학교 정치학부 부교수이다. 뉴 아메리카 펠로우로 활동했으며 디지털 프라이버시, 경제적 불평등과 데이터 기반 차별에 대해 연구했다. 주요 저서로 《자동화된 불평등》(Automating Inequality: How High-Tech Tools Profile, Police, and Punish the Poor, 2018)이 있다.